# Akademia Nauk Stosowanych im. prof. Edwarda Lipińskiego w Kielcach
Akademia Nauk Stosowanych im. prof. Edwarda Lipińskiego w Kielcach – niepubliczna uczelnia z siedzibą w Kielcach.
Uczelnia powstała z inicjatywy Kieleckiego Towarzystwa Edukacji Ekonomicznej. Jej założycielami byli: dr Tadeusz Dziekan, dr Zdobysław Kuleszyński, mgr Andrzej Mroczek i mgr Zbigniew Szczepańczyk. Decyzję o utworzeniu Wyższej Szkoły Ekonomii i Administracji wydał 31 lipca 1997 roku minister edukacji narodowej. Ustalił on jednocześnie minimalną wielkość środków majątkowych w wysokości 50 tys. zł. W 2003 roku uczelnia otrzymała imię prof. Edwarda Lipińskiego, a w 2007 uruchomiono studia na kierunku prawo i zmieniono nazwę na Wyższą Szkołę Ekonomii i Prawa im. prof. Edwarda Lipińskiego. W 2013 roku utworzono Kolegium Medyczne – Wydział Nauk o Zdrowiu i przekształcono uczelnię w Wyższą Szkołę Ekonomii, Prawa i Nauk Medycznych im. prof. Edwarda Lipińskiego. W 2022 r. uczelnia uzyskała status Akademii i nosi nazwę Akademii Nauk Stosowanych imienia prof. Edwarda Lipińskiego. Powszechnie używana jest skrócona nazwa: Akademia Lipińskiego.
Siedziba uczelni mieści się w dziesięciokondygnacyjnym budynku przy ul. Jagiellońskiej (powierzchnia ok. 11 tys. m²), którego przebudowa i pełne wyposażenie zostało zakończone we wrześniu 2006 roku. Ponadto zajęcia dydaktyczne odbywają się w położonym nieopodal budynku przy ul. Karczówkowskiej (powierzchnia ok. 1,3 tys. m²).
Akademia Nauk Stosowanych im. prof. Edwarda Lipińskiego w Kielcach dzieli się na cztery wydziały: Ekonomii i Zarządzania, Prawa i Bezpieczeństwa, Nauk Medycznych i Nauk o Zdrowiu. Uczelnia zatrudnia ponad 250 nauczycieli akademickich i kształci ok. 3 tys. studentów.
Uczelnia oferuje ponadto wiele kierunków studiów podyplomowych, w tym podyplomowe studia menedżerskie Master of Business Administration (MBA).
Od 1999 roku uczelnia wydaje rocznik pt. „Zeszyt Naukowy”.

## Władze uczelni
Opracowano na podstawie materiału źródłowego:
- Rektor: dr Tadeusz Dziekan
- Przewodniczący Rady Założycieli, Pełnomocnik Rektora: mgr Andrzej Mroczek
- Prorektor: dr Zdobysław Kuleszyński
- Prorektor ds. jakości kształcenia: dr Wiktor Krasa
- Kanclerz: mgr Włodzimierz Chłopek

### Dziekani wydziałów
- Wydział Ekonomii i Zarządzania: dr Wiktor Krasa
- Wydział Prawa i Bezpieczeństwa: dr Waldemar Cisowski
- Wydział Nauk Medycznych: dr Łukasz Baratyński
- Wydział Nauk o Zdrowiu: dr n.med. Maciej Juszczyk

## Struktura organizacyjna
- Wydział Ekonomii i Zarządzania

- Wydział Prawa i Bezpieczeństwa

- Wydział Nauk Medycznych

- Wydział Nauk o Zdrowiu